# Tomoyoshi Koyama

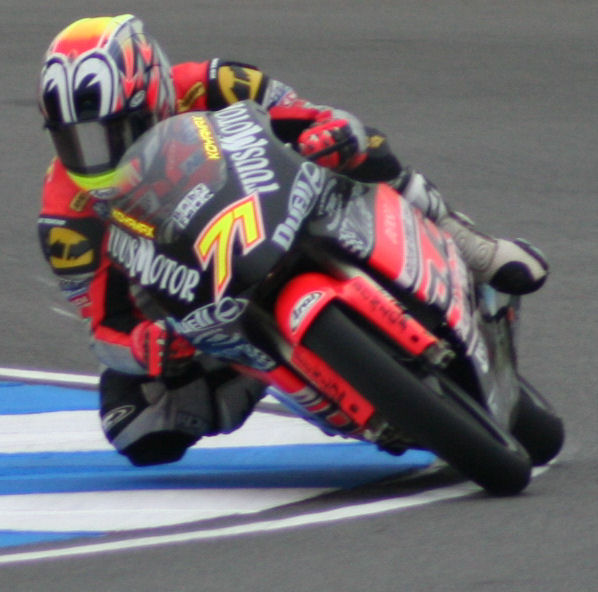
Koyama 2005 auf Honda

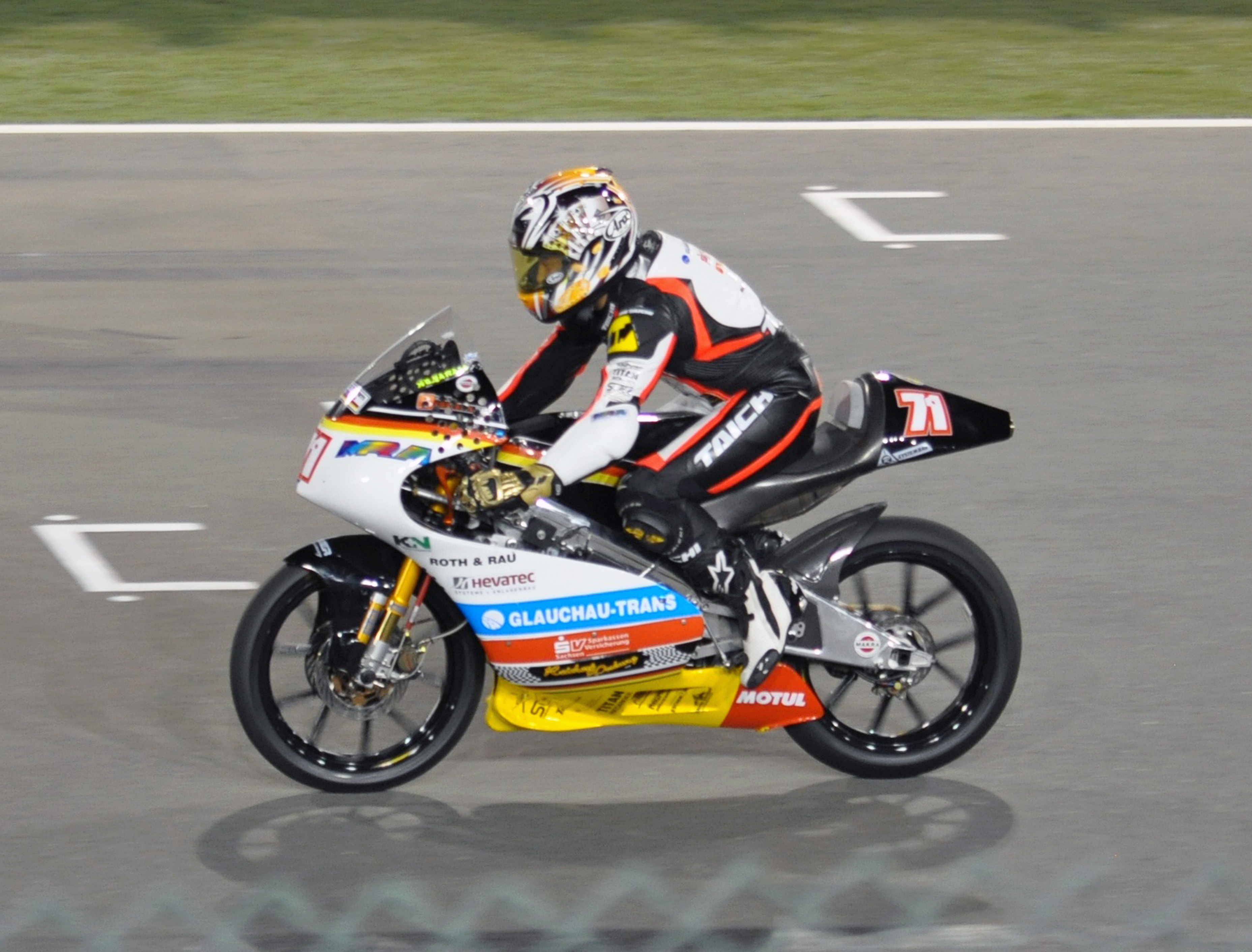
Koyama auf Aprilia 2010 in Katar

Tomoyoshi Koyama (jap. 小山 知良, Koyama Tomoyoshi; * 19. März 1983 in Sagamihara, Präfektur Kanagawa) ist ein japanischer Motorradrennfahrer.

## Karriere
Sein Debüt in der Motorrad-Weltmeisterschaft gab Koyama bereits in der Saison 2000 beim Grand Prix des Pazifiks im japanischen Motegi in der 125-cm³-Klasse auf Yamaha. Im selben Jahr gewann er auch die japanische Meisterschaft in der Achtelliterklasse.
In der Saison 2007 fuhr der Japaner für das Red-Bull-KTM-Werksteam des österreichischen Motorradherstellers KTM in der Klasse bis 125-cm³ und hatte dabei sein bisher erfolgreichstes Jahr in der WM. Im Juni 2007 konnte er beim Großen Preis von Katalonien in Barcelona den ersten Grand-Prix-Sieg seiner Karriere einfahren. Mit fünf weiteren Podestplätzen belegte Koyama damit hinter Gábor Talmácsi un Héctor Faubel den dritten Rang im Gesamtklassement. 2008 wurde er, immer noch für KTM startend, 17. der 125-cm³-Weltmeisterschaft.
Im Jahr 2009 trat Koyama für den chinesischen Hersteller Loncin in der Achtelliterklasse an. Er erreichte dabei mit 17 Zählern den 24. Gesamtrang.
In der Saison 2010 startet Tomoyoshi Koyama auf einer Aprilia für das Team Racing Team Germany von Dirk Heidolf in der 125-cm³-Klasse der Motorrad-WM.

## Statistik

### Erfolge
- 2000: Japanischer 125-cm³-Meister auf Yamaha
- 2000: Japanischer Superstock-600-Meister auf Honda
- 1 Grand-Prix-Sieg

### In der Motorrad-Weltmeisterschaft
| Saison | Klasse  | Motorrad      | Rennen | Siege | Podien | Poles | Punkte | Ergebnis |
| ------ | ------- | ------------- | ------ | ----- | ------ | ----- | ------ | -------- |
| 2000   | 125 cm³ | Yamaha        | 1      | –     | –      | –     | 0      | –        |
| 2003   | 250 cm³ | Yamaha        | 2      | –     | –      | –     | 0      | –        |
| 2004   | 125 cm³ | Yamaha        | 2      | –     | –      | –     | 7      | 27.      |
| 2005   | 125 cm³ | Honda         | 16     | –     | 2      | –     | 119    | 8.       |
| 2006   | 125 cm³ | Malaguti      | 13     | –     | –      | –     | 49     | 15.      |
| 2007   | 125 cm³ | KTM           | 17     | 1     | 6      | –     | 193    | 3.       |
| 2008   | 125 cm³ | KTM           | 16     | –     | –      | –     | 41     | 17.      |
| 2009   | 125 cm³ | Loncin        | 16     | –     | –      | –     | 17     | 24.      |
| 2010   | 125 cm³ | Aprilia       | 17     | –     | 1      | –     | 127    | 8.       |
| 2011   | Moto2   | Suter / TSR 6 | 3      | –     | –      | –     | –      | –        |
| 2012   | Moto2   | Suter         | 6      | –     | –      | –     | –      | –        |
| 2014   | Moto2   | NTS           | 3      | –     | –      | –     | 0      | –        |
| 2015   | Moto2   | NTS           | 1      | –     | –      | –     | –      | 26.      |
| Gesamt | Gesamt  | Gesamt        | 113    | 1     | 9      | —     | 556    |          |